# Метрополис (Илиноис)
Метрополис (енгл. Metropolis) град је у америчкој савезној држави Илиноис. По попису становништва из 2010. у њему је живело 6.537 становника.

## Демографија
Према попису становништва из 2010. у граду је живело 6.537 становника, што је 55 (0,8%) становника више него 2000. године.
| Група             | 2000.         | 2010.         |
| Белци             | 5.843 (90,1%) | 5.635 (86,2%) |
| Афроамериканци    | 493 (7,6%)    | 540 (8,3%)    |
| Азијати           | 13 (0,2%)     | 26 (0,4%)     |
| Хиспаноамериканци | 48 (0,7%)     | 139 (2,1%)    |
| Укупно            | 6.482         | 6.537         |